# Askar Abdrazakov
Askar Abdrazakov (rusky Аскар Абдразаков; * 11. července 1969, Ufa) je ruský operní pěvec, syn herce a režiséra Amira Abdrazakova a bratr operního pěvce Ildara Abdrazakova. Je sólistou Mariinského divadla.
Po ukončení ufského uměleckého institu studoval postgraduálně na Moskevské státní konzervatořie ve třídě Iriny Archipové. V roce 1994 debutoval ve Velkém divadle v roli dona Basilia (Lazebník sevillský) a v roli Končaka (Kníže Igor).
V září 2010 se stal ministrem kultury republiky Baškortostán. V říjnu 2011 bylo proti němu zahájeno trestní řízení na základě obvinění ze zpronevěry rozpočtových prostředků. Ve stejném měsíci odstoupil z funkce ministra. V březnu 2019 byl jmenován poradcem pro kulturu a umění.

## Role
- Boris Godunov (Boris Godunov)
- Attila (Attila)
- Filip II. (Don Carlos)
- Zachariáš (Nabucco)
- Banco (Macbeth)
- Jacopo Fiesco (Simon Boccanegra)
- Don Quijote (Don Quijote)
- Mefistofeles (Faust)